# レッドロックス
レッドロックス (Red Rocks) とはアイルランドで生産された競走馬、種牡馬。競走馬としてのみならず種牡馬としても大成功を収めたガリレオの初年度産駒であり、ブリーダーズカップターフを含むG1競走2勝を挙げた。

## 経歴
2005年（2歳）
9月にニューベリー競馬場で競走馬デビュー戦迎えたが9着、その後2戦したが2着が最高順位で勝利できずに2歳を終え休養に入った。
2006年（3歳）
休養を終えて、4月の復帰戦で初勝利を挙げると、続く準重賞も制し、重賞競走初挑戦となるキングエドワード7世ステークス（G2）では勝ったペイパルブルからクビ差での2着となり、G1競走初挑戦となったパリ大賞ではレイルリンクに敗れたが2着となるなど善戦した。さらに8月のグレートヴォルティジュールステークス（G2）ではユームザインにアタマ差で敗れての2着、9月のセントレジャーは3着と勝ちきれなかったものの、11月には初渡米しブリーダーズカップターフに出走。1番人気のハリケーンラン（6着）や2番人気のイングリッシュチャンネル（3着）といった強豪馬を相手に6番人気で制し、G1競走初勝利を挙げた。管理するミーハンにとっても、ターフでの勝利がブリーダーズカップ諸競走初勝利であった。レース後は帰国して休養に入った。
2007年（4歳）
古馬となっての初戦は、海外遠征を行ってドバイシーマクラシックに出走したが9着だったが、帰国後の4月にはゴードンリチャーズステークス（G3）を制している。以降G1戦線を走るが、プリンスオブウェールズステークスは4着、休養を挟み出走したアイリッシュチャンピオンステークスも4着、2年連続出走となったブリーダーズカップターフで3着とまたも勝ちきれなかった。11月に行われる第27回ジャパンカップへの予備登録を行い招待を受諾したが、後日調整不足を理由に来日を断念して出走を辞退した。その為予定を変更して12月の香港ヴァーズに出走したが9着という結果に終わり、帰国後は休養に入った。
2008年（5歳）
5月に実戦復帰し、復帰戦となった条件ステークスを制して約1年ぶりの勝利を挙げた。しかし続くコロネーションカップは6着という結果に終わったが、次は3度目の渡米を行いマンノウォーステークスに出走し、初の芝レース挑戦で2着となったカーリンに2馬身差をつけG1競走2勝目を挙げた。その後、10月25日のブリーダーズカップターフに3年連続で出走したが、10着に敗れた。
2009年（6歳）
2月1日のガルフストリームパークターフハンデキャップから始動したが、8着に終わった。その後、ドバイに遠征し、2年ぶりにドバイシーマクラシックに出走したが、12着と大敗した。半年の休養を挟んで9月27日のカンバーランドロッジステークスでは4着、4年連続での出走となったブリーダーズカップターフでは5着に敗れてその後引退が発表された。

## 種牡馬
2010年からイタリアのアルヴァメントイルグリフォーネで種牡馬入りした。2015年からはアメリカのカルメットファームに移動して引き続き供用されていたが、2019年1月18日になって、2018年9月にカルメットファームで死亡していたことが報じられた。

## 年度別競走成績
- 2005年（2歳） 3戦0勝
- 2006年（3歳） 7戦3勝
  - 1着 ブリーダーズカップターフ（G1）
  - 2着 キングエドワード7世ステークス（G2）、パリ大賞（G1）、グレートヴォルティジュールステークス（G2）
  - 3着 セントレジャー（G1）
- 2007年（4歳） 6戦1勝
  - 1着 ゴードンリチャーズステークス（G3）
  - 3着 ブリーダーズカップターフ（G1）
- 2008年（5歳） 4戦2勝
  - 1着 マンノウォーステークス（G1）
- 2009年（6歳） 4戦0勝

## 血統表
| レッドロックスの血統サドラーズウェルズ系／Sadler's Wells(Fairy King) 2×3=37.50%、Mr. Prospector 4×3=18.75% | レッドロックスの血統サドラーズウェルズ系／Sadler's Wells(Fairy King) 2×3=37.50%、Mr. Prospector 4×3=18.75% | レッドロックスの血統サドラーズウェルズ系／Sadler's Wells(Fairy King) 2×3=37.50%、Mr. Prospector 4×3=18.75% | （血統表の出典）            | （血統表の出典） |
| 父 Galileo 1998 鹿毛                                                                                       | 父の父Sadler's Wells 1981 鹿毛                                                                             | Northern Dancer                                                                                            | Nearctic                    | Nearctic         |
| 父 Galileo 1998 鹿毛                                                                                       | 父の父Sadler's Wells 1981 鹿毛                                                                             | Northern Dancer                                                                                            | Natalma                     |                  |
| 父 Galileo 1998 鹿毛                                                                                       | 父の父Sadler's Wells 1981 鹿毛                                                                             | Fairy Bridge                                                                                               | Bold Reason                 | Bold Reason      |
| 父 Galileo 1998 鹿毛                                                                                       | 父の父Sadler's Wells 1981 鹿毛                                                                             | Fairy Bridge                                                                                               | Special                     |                  |
| 父 Galileo 1998 鹿毛                                                                                       | 父の母Urban Sea 1989 栗毛                                                                                  | Miswaki | Mr. Prospector              | Mr. Prospector   |
| 父 Galileo 1998 鹿毛                                                                                       | 父の母Urban Sea 1989 栗毛                                                                                  | Miswaki | Hopespringseternal          |                  |
| 父 Galileo 1998 鹿毛                                                                                       | 父の母Urban Sea 1989 栗毛                                                                                  | Allegretta                                                                                                 | Lombard                     | Lombard          |
| 父 Galileo 1998 鹿毛                                                                                       | 父の母Urban Sea 1989 栗毛                                                                                  | Allegretta                                                                                                 | Anatevka                    |                  |
| 母 Phamacist 1996 鹿毛                                                                                     | 母の父Machiavellian 1987 鹿毛                                                                              | Mr. Prospector                                                                                             | Raise a Native              | Raise a Native   |
| 母 Phamacist 1996 鹿毛                                                                                     | 母の父Machiavellian 1987 鹿毛                                                                              | Mr. Prospector                                                                                             | Gold Digger                 |                  |
| 母 Phamacist 1996 鹿毛                                                                                     | 母の父Machiavellian 1987 鹿毛                                                                              | Coup de Folie                                                                                              | Halo                        | Halo             |
| 母 Phamacist 1996 鹿毛                                                                                     | 母の父Machiavellian 1987 鹿毛                                                                              | Coup de Folie                                                                                              | Raise the Standard          |                  |
| 母 Phamacist 1996 鹿毛                                                                                     | 母の母Pharaohs Delight 1987 鹿毛                                                                           | Fairy King                                                                                                 | Northern Dancer             | Northern Dancer  |
| 母 Phamacist 1996 鹿毛                                                                                     | 母の母Pharaohs Delight 1987 鹿毛                                                                           | Fairy King                                                                                                 | Fairy Bridge                |                  |
| 母 Phamacist 1996 鹿毛                                                                                     | 母の母Pharaohs Delight 1987 鹿毛                                                                           | Ridge the Times                                                                                            | Riva Ridge                  | Riva Ridge       |
| 母 Phamacist 1996 鹿毛                                                                                     | 母の母Pharaohs Delight 1987 鹿毛                                                                           | Ridge the Times                                                                                            | Oath of Allegiance F-No.A29 |                  |

父父のサドラーズウェルズと母母父のフェアリーキングは父母ともに同じである全兄弟にあたり、血統構成的には非常に近親度が高い配合といえる。